# Pedicularis songarica
Pedicularis songarica là loài thực vật có hoa thuộc họ Cỏ chổi. Loài này được Schrenk ex Fisch. & C.A. Mey. mô tả khoa học đầu tiên năm 1842.